# Dejan Manaskov
Dejan Manaskov (Créteil (Francia), 26 de agosto de 1992) es un jugador macedonio de balonmano que juega de extremo izquierdo en el Eurofarm Pelister. Es internacional con la selección de balonmano de Macedonia del Norte.
Es hijo del exbalonmanista macedonio Pepi Manaskov y hermano de Martin Manaskov, que también es jugador de balonmano.

## Palmarés

### Metalurg
- Liga de Macedonia de balonmano (4): 2010, 2011, 2012, 2014
- Copa de Macedonia de balonmano (3): 2010, 2011, 2013

### Vardar
- Liga de Macedonia de balonmano (1): 2016
- Copa de Macedonia de balonmano (1): 2016

### Rhein-Neckar Löwen
- Liga de Alemania de balonmano (1): 2017

### Veszprém
- Copa de Hungría de balonmano (3): 2018, 2021, 2022
- Liga húngara de balonmano (1): 2019
- Liga SEHA (3): 2020, 2021, 2022

### Eurofarm Pelister
- Liga de Macedonia del Norte de balonmano (1): 2024

## Clubes
- RK Metalurg Skopje (2008-2014)
- HSG Wetzlar (2015)
- RK Vardar (2015-2016)
- Rhein-Neckar Löwen (2016-2017)
- MKB Veszprém (2017-2022)
- RK Vardar (2022-2023)
- Eurofarm Pelister (2024- )[4]